# Гандольфи, Гектор Петрович
Гектор (Этторе) Петрович Гандольфи (итал. Ettore Gandolfi; 1862, Биелла, Италия — 19 июля 1931, Москва) — итальянский оперный певец (бас), российский и советский вокальный педагог, профессор Киевской и Московской консерваторий. Заслуженный артист Республики (1927).

## Биография
По происхождению итальянец. Родился в Биелле недалеко от Турина в семье филолога. Отец желал, чтобы сын был математиком, поэтому Этторе поступил в Пизанский университет. Однако он сам хотел стать виолончелистом и несмотря на запреты отца голосом изображал виолончельный звук, решая математические задачи. Отец, заметив способности сына, разрешил ему попробовать себя в музыке.
Пению обучался в Неаполитанской консерватории у Доменико Скафати и Джорджо Мичели. В 1882 году дебютировал как оперный певец, выступал в театрах Италии, Испании, Великобритании, в странах Скандинавии, России, Северной и Южной Америки. Оперную карьеру завершил в 1908 году, после чего участвовал в камерных концертах и занимался педагогической деятельностью.
Голос Гандольфи отличался силой и красивым тембром. Певец обладал высокой исполнительской техникой и разнообразием репертуара. Наиболее удачные партии — Дон Жуан в одноимённой опере Моцарта, Дон Базилио в «Севильском цирюльнике», Мефистофель в «Фаусте», Филипп II в опере «Дон Карлос», Марсель в «Гугенотах». В камерной музыке, помимо произведений композиторов родной для него Италии, Гандольфи любил сочинения иностранных композиторов: Ф. Шуберта, Р. Шумана, И. Брамса, В. А. Моцарта.
С 1904 года преподавал в Берлинской академии пения. В 1907 году приехал в Россию, работал в Киевском музыкальном училище, затем перешёл в Киевскую консерваторию. В 1913 году стал профессором. В 1923 получил приглашение в Московскую консерваторию, в которой работал до 1927 года. Одновременно обучал студентов музыкальных техникумов имени Скрябина и имени Гнесиных. В 1927 году удостоен звания заслуженного артиста Республики.
В соответствии с собственным певческим голосом, Гандольфи в основном обучал басов и баритонов. Тем не менее, он работал и с тенорами, и c певицами-женщинами. Он был убеждён, что научить петь можно каждого, и неоднократно доказывал это на практике. В работе с учениками Гандольфи стремился к выработке ровного, свободного и естественного звучания, не признавал фальцет и требовал точного соблюдения авторского замысла произведений.
Учениками Гектора Гандольфи были профессор Института имени Гнесиных Геннадий Аден, профессор Московской консерватории Гуго Тиц, профессор Государственного института театрального искусства Дора Белявская. Как пишет старший преподаватель факультета искусств МГУ им. Ломоносова В. А. Дальская, Гектор Гандольфи стал основателем в России вокальной школы, которая в 2000-е годы была научно обоснована в теории резонансного пения Владимира Морозова.
Похоронен на Новодевичьем кладбище.

### Семья
- Жена — Калнынь-Гандольфи, Надежда Игнатьевна (1855—1946), вокальный педагог[7].
- Зять — Аден, Геннадий Геннадиевич, (1900—1981), вокальный педагог[7].

### Комментарии
1. ↑  В других источниках в качестве города рождения может быть указана Пьелла (итал. Piella)[2].